# Amblypsilopus proximus
Amblypsilopus proximus är en tvåvingeart som först beskrevs av Octave Parent 1928.  Amblypsilopus proximus ingår i släktet Amblypsilopus och familjen styltflugor. Inga underarter finns listade i Catalogue of Life.